# Pandanus odorifer
El pandán de Filipinas (Pandanus odorifer) es una especie de monocotiledóneas arómaticas de la familia Pandanaceae, nativa de Polinesia, Australia, el Sureste asiático (Islas Andamán) y las Filipinas; también se lo encuentra en la naturaleza en el sur de la India y Birmania. En inglés es conocido comúnmente como  pino tornillo (screw-pine).

## Nombres
Además de "pino tornillo" (screw-pine), otros nombres comunes en inglés incluyen kewda, pino tornillo fragante ("fragrant screwpine"), árbol paraguas (umbrella tree) y árbol tornillo (screw tree).
En la india, este árbol recibe una variedad de nombres, muchos derivados del sánscrito kētakī (केतकी).  En tamil, es llamado kaithai (கைதை) y thazhai (தாழை) ambos de ellos mencionados en la literatura sangam. En los países de lengua árabe, es nombrado como al-kādi (الكادي).  En Japón se lo conoce como adan (アダン [阿檀]) y crece en la isla de Okinawa.
Pandanus odorifer crece ampliamente en la isla Isla de San Martín de Bangladés, aunque muchos han sido destruidos por el turismo masivo.

## Descripción
Es un árbol dioico de ramas pequeñas, similar a una palmera con un tronco flexuoso que se apoya en raíces de refuerzo. Estos árboles pueden crecer hasta una altura de 4 metros. Las hojas crecen en racimos en las puntas de las ramas, con rosetas en forma de espada, rígidas (como cuero) y espinosas hojas de color verde azulado, fragantes.

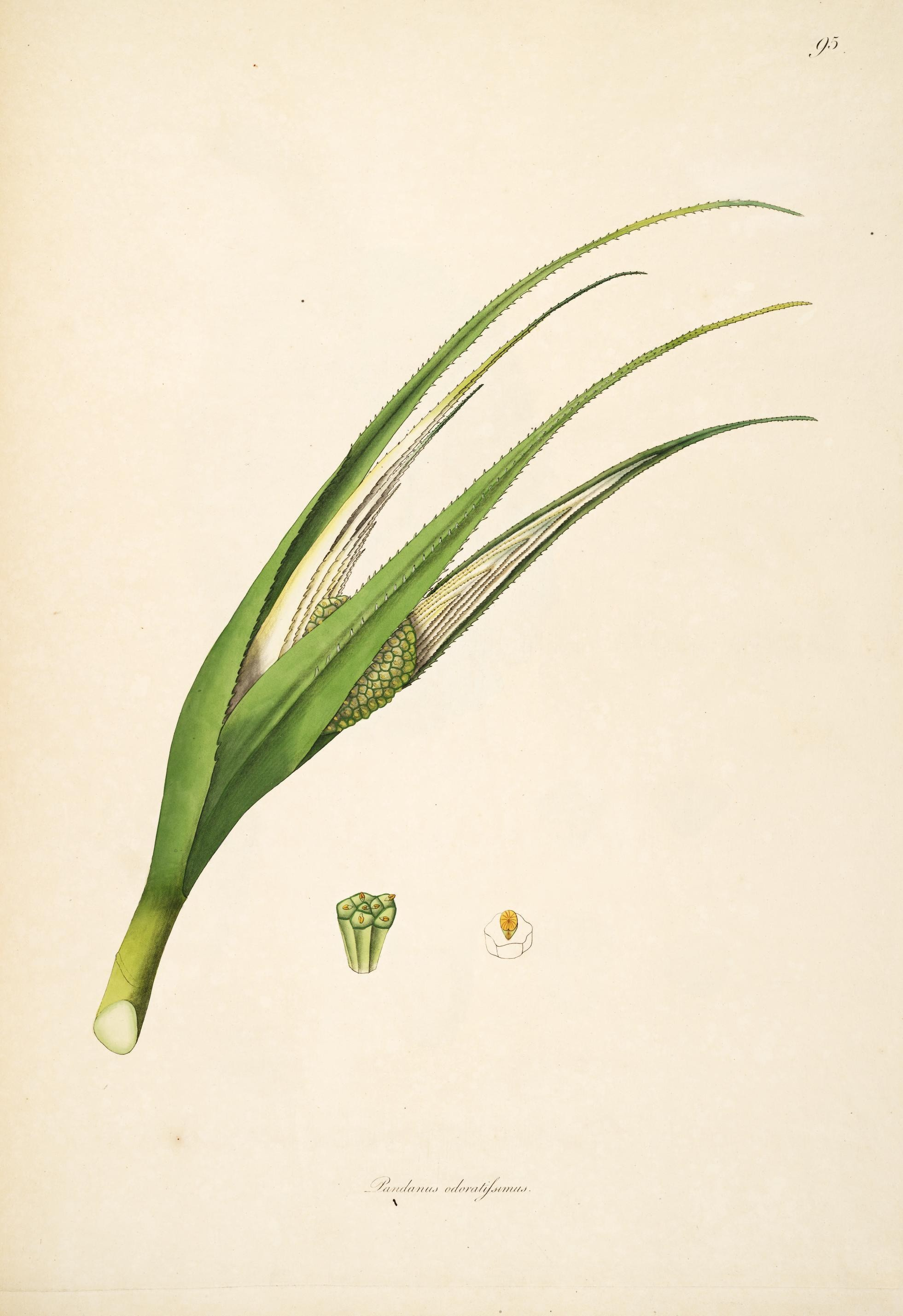
Ilustración de 1795

Las hojas son glaucas, 40–70 cm. long. En verano, el árbol tiene flores muy fragantes, utilizadas como perfume. En Yemen se encuentran predominantemente junto a corrientes que fluyen en las estribaciones escarpadas occidentales, siendo más comunes en áreas de alta precipitación. Las fragantes flores masculinas se envuelven en hojas y se venden en las carreteras y en los mercados. Solo las plantas masculinas parecen aparecer en Yemen. Algunas sugieren que se introdujo en Yemen desde la India, donde sus flores se utilizan principalmente para hacer perfume. 

## Propagación
El árbol se propaga vegetativamente, por los vástagos de las plantas jóvenes que crecen alrededor de la base del tronco, pero también pueden germinar por semilla.

## Otros usos
De las flores masculinas se extrae un aceite aromático (el  aceite kevda) y una fragancia destilada (otto) llamado keorra-ka-arak. 
Se utilizan casi exclusivamente en forma de un destilado acuoso llamado agua kewra. Las flores tienen un olor dulce y perfumado que tiene una calidad agradable similar a la de las flores de rosa, aunque el "kewra" se considera más afrutado.

## Galería

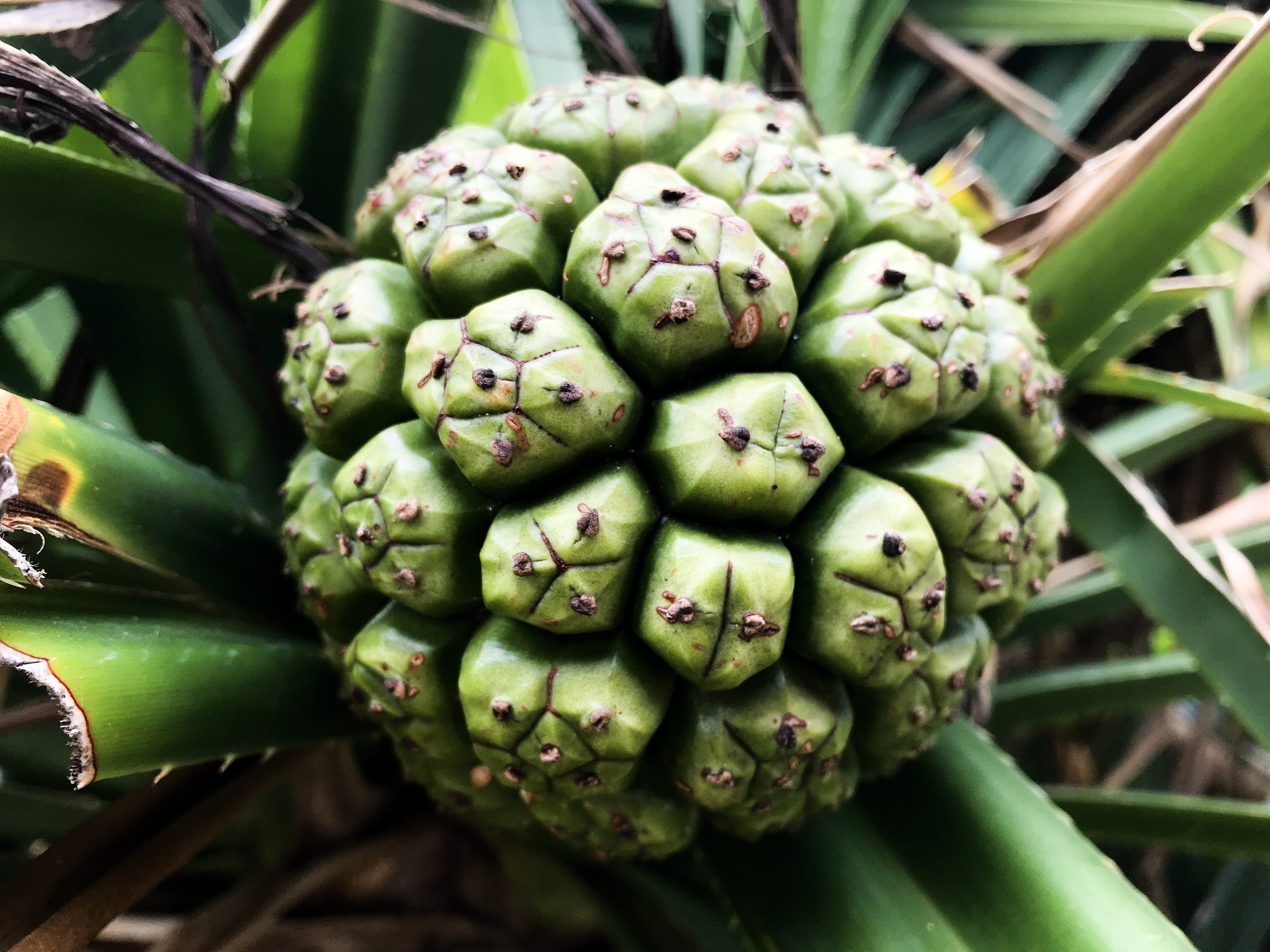
Pandanus odoratissimus en Miyako-jima, prefectura de Okinawa.